# Mnemone (medico)
Mnemone (in greco antico: Μνήμων?, Mnémon, "Colui che ricorda"; III secolo a.C. – Side, III secolo a.C.) è stato un medico greco antico, seguace di Cleofanto.

## Biografia
Mnemone è noto unicamente come uno di coloro i cui nomi compaiono in relazione ai segni o caratteri (χαρακτῆρεζ) apposti ad alcuni casi medici nel terzo libro di Ippocrate, De Morbis Popularibus: Mnemon ne era infatti ritenuto da alcuni l'autore, anche se probabilmente senza una ragione sufficiente.